# Wilhelm Jost (Architekt, 1887)
Wilhelm Jost (* 28. Februar 1887 in Zwickau; † 15. August 1948 im Wolsker Lazarett bei Saratow (Sowjetunion); geboren als Willy Jost, änderte seinen Vornamen nach dem Studium in Wilhelm, beerdigt als Willi August Jost, laut GND Wilhelm Hermann Jost) war ein deutscher Architekt und Hochschullehrer.

## Leben
Jost studierte von 1906 bis 1910 an der Technischen Hochschule Dresden und an der Technischen Hochschule Stuttgart u. a. bei Paul Schmitthenner. Später arbeitete er in verschiedenen Architekturbüros in Stuttgart, es entstanden Entwürfe zu Einfamilienhäusern, öffentlichen Bauten und zahlreiche Kirchbauten im Großraum von Stuttgart. 1916 legte er das 2. Staatsexamen ab und wurde zum Regierungsbaumeister (Assessor in der öffentlichen Bauverwaltung) ernannt, 1919 wurde er wissenschaftlicher Assistent und schließlich 1922 Dozent an der Technischen Hochschule Stuttgart unter Schmitthenner. Ab 1924 lehrte er dort als außerordentlicher Professor, ab 1926 als Ordinarius für Baukonstruktionen. Seit 1920 war er verheiratet mit der (Glas-)Malerin Lydia Jost-Schäfer (* 1882). Von 1925 bis 1926 war Jost als Bausachverständiger des württembergischen Vereins für christliche Kunst tätig.
Etwa ab 1926/1927 war er parallel in Dresden und Stuttgart tätig. Er schuf Entwürfe für öffentliche Bauten (Schulen), Kirchen und Einfamilienhäuser. Von 1928 bis 1945 war Jost Professor für Bauformen und Gebäudelehre an der Technischen Hochschule Dresden. In diesem Zeitraum wirkte er u. a. an Projekten innerhalb der Gartenstadt Hellerau bei Dresden mit. 1933 wurde sein Wettbewerbsentwurf für den Wiederaufbau des Alten Schlosses Stuttgart mit einem 3. Preis ausgezeichnet. Im November 1933 unterzeichnete er das Bekenntnis der deutschen Professoren zu Adolf Hitler.

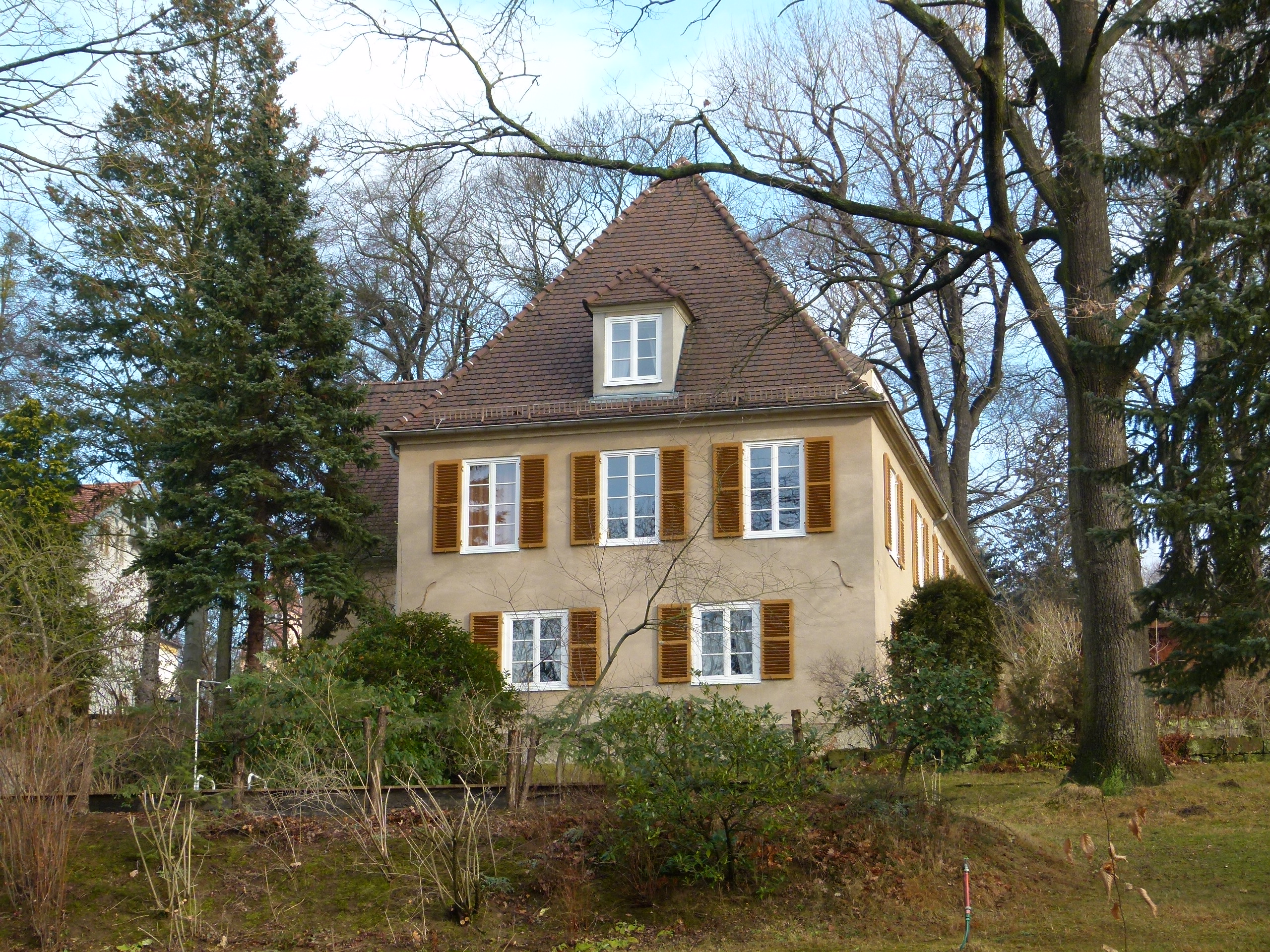
Wilhelm Josts 1936 an der Loschwitzer Knoopstraße erbautes Dresdner Wohnhaus

Zum 1. Januar 1933 trat Jost in die NSDAP ein (Mitgliedsnummer 1.439.816). Am 5. September 1933 schloss er sich außerdem der SA als Anwärter an, auf die er am 20. Juni 1934 vereidigt wurde. Ohne aktiven Dienst wurde er in ihr am 1. Mai 1937 Sturmführer, am 30. Januar 1939 Obersturmführer und schließlich 1941 Hauptsturmführer der SA. Der Öffentlichkeit verborgen verblieb seine ab 1936 ausgeübte geheimdienstliche Tätigkeit für den Sicherheitsdienst des Reichsführers SS (SD).
Am 1. April 1937 wurde Jost vom Reichsminister für Wissenschaft, Erziehung und Volksbildung, Bernhard Rust, im Einvernehmen mit dem sächsischen NSDAP-Gauleiter und Reichsstatthalter Martin Mutschmann zum Rektor der Technischen Hochschule Dresden berufen und wirkte in dem nationalsozialistischen Amtsverständnis als „Führer-Rektor“. Von 1943 bis 1945 wirkte er zudem als nebenamtlicher Gründungsrektor der Technischen Hochschule Linz. In dieser Position setzte er sich im Sinne der NS-Ideologie ein für „die Notwendigkeit, den Geist der Front in die Hochschule zu tragen“. 1944/1945 gehörte er dem Führungskreis des NS-Dozentenbundes an.
Am 13. Januar 1946 wurde Jost inhaftiert; als Verhaftungsgründe sind angegeben: Aktives NSDAP-Mitglied, SA-Sturmbannführer, Rektor der Technischen Hochschule Dresden. Er kam am 19. Februar 1946 in das Speziallager Mühlberg und wurde von hier aus am 7. August 1946 zunächst in ein Kriegsgefangenenlager in Frankfurt (Oder) und von dort in das Kriegsgefangenenlager 349 für deutsche Kriegsgefangene in Libava in Lettland deportiert, wo er am 18. September 1946 ankam. Von dort wurde er dann am 14. Dezember 1947 in ein Speziallazarett des Internierungslagers in Morschansk in der Sowjetunion verlegt und kam am 21. Mai 1948 schließlich in eines in Wolsk bei Saratow. Jost starb dort 1948 und wurde auf dem Friedhof in Wolsk begraben.

## Bauten und Entwürfe

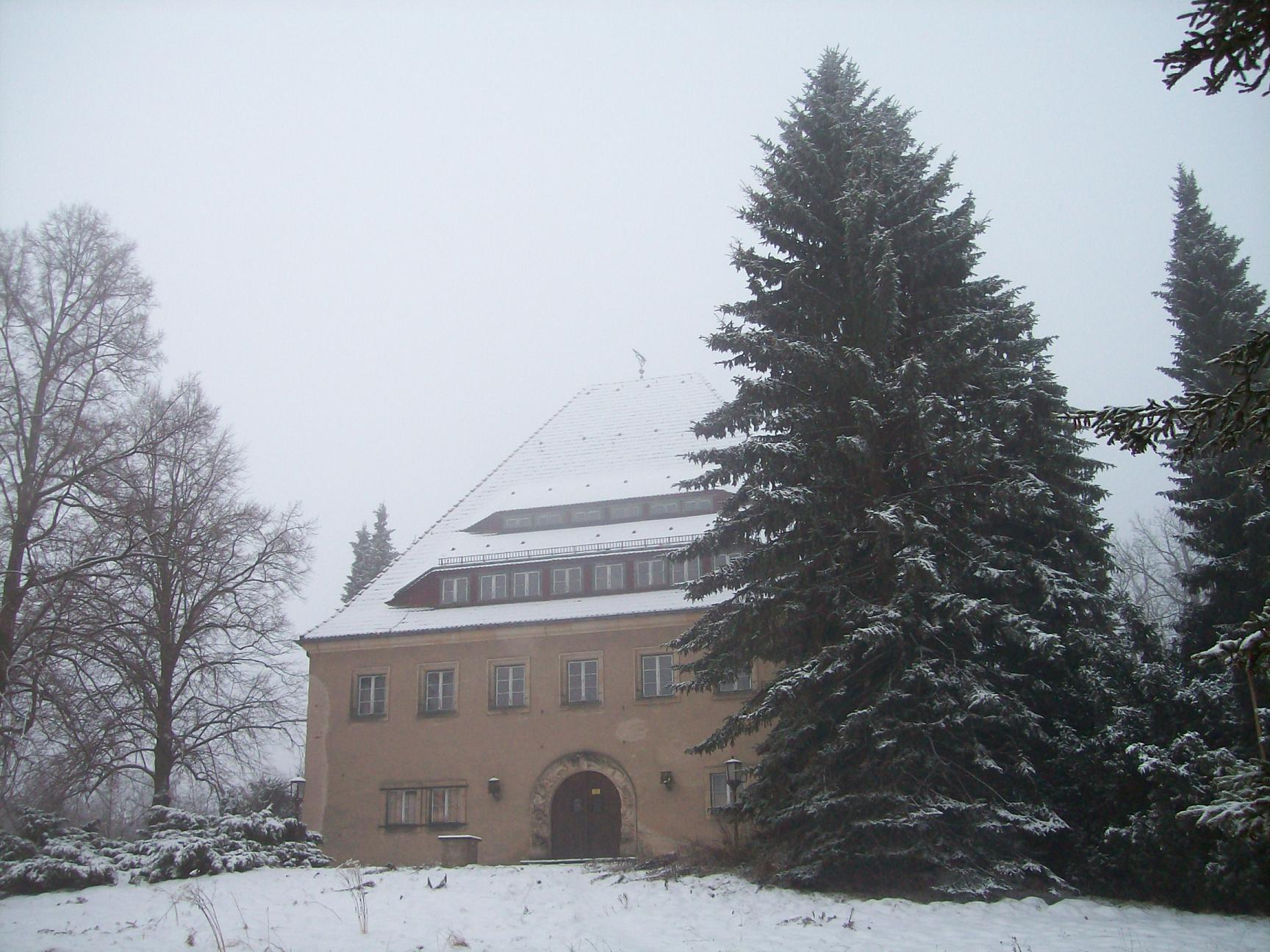
Neues Jägerhaus am Jagdschloss Grillenburg

- 1922: Wohnhaus für die Schriftstellerin Annette Kolb in Badenweiler (als Mitarbeiter von Paul Schmitthenner)
- 1925: Renovierung der evangelischen Kirche zum Heiligen Kreuz, Sankt Peter und Genovefa in Ellhofen
- 1925: Evangelische Kirche in Alfdorf-Hellershof[9]
- 1925: Renovierung der evangelischen Kirche in Herrenberg-Kayh
- 1925: Erweiterung der evangelischen Johanneskirche in Lenningen-Schopfloch
- 1925: Renovierung der evangelischen Klosterkirche in Michelfeld-Gnadental
- 1926: Renovierung der evangelischen St.-Ägidius-Kirche in Weinstadt-Großheppach
- 1926: Renovierung der evangelischen Stephanuskirche in Herrenberg-Kuppingen
- 1926: Entwurf der evangelischen Kirche in Ravensburg-Bavendorf (Ausführung durch Architekt Hermann Kiderlen)[10][11]
- 1927: Evangelische Pauluskirche in Fellbach[12]
- 1927: Evangelisches Gemeindehaus in Schönaich
- 1927: Evangelische Christuskirche in Waldachtal-Hörschweiler
- 1928: Evangelische Kirche in Esslingen-Liebersbronn (heute als Gemeindehaus genutzt)
- 1928: Evangelische Kirche in Herrenberg-Affstätt
- 1929: Renovierung der Heilig-Kreuz-Kirche in Nürtingen[13]
- 1933: Bebauungsplan für die Holzhaussiedlung Am Sonnenhang in Hellerau
- 1935–1936: Kameradschaftshaus des Nationalsozialistischen Deutschen Studentenbunds in Dresden-Räcknitz, Helmholtzstraße / Mommsenstraße[14][15][16]
- 1936: eigenes Wohnhaus in Dresden-Loschwitz, Knoopstraße 6
- 1936: Wohnhaus für Prof. Max Otto Lagally in Dresden-Loschwitz, Knoopstraße 10[17]
- 1938–1939: Villa in Dresden-Loschwitz, Kügelgenstraße 8
- 1938–1939: Neues Jägerhaus in Grillenburg im Tharandter Wald

## Schriften
- Das Siedlerhaus in der kleingärtnerischen Siedlung. Prof. W. Jost, In: Die Umstellung im Siedlungswesen. Vorbereitung, Durchführung und Ertragsberechnung der neuen vorstädtischen Kleinsiedlungen und Kleinbauernstellen. Hrsg.: Adolf Muesmann, Verlag: Julius Hoffmann Stuttgart, 1932, S. 46 ff.